# Ми такі, які є
«Ми те, що ми є» (англ. We Are What We Are) — американський фільм жахів 2013 року режисера Джима Мікла з Біллом Сейджем, Джулією Гарнер, Ембір Чайлдерс і Келлі Макгілліс у головних ролях. Він був показаний на кінофестивалі «Санденс» у 2013 році та в секції «Двотижневик режисерів» на Каннському кінофестивалі 2013 року. Ремейк однойменного мексиканського фільму 2010 року.

## Синопсис
Відлюдна родина Паркер, яка дотримується давніх звичаїв, опиняється під загрозою свого таємного існування, коли на їхню місцевість насувається проливна злива, що змушує дочок Айріс і Роуз взяти на себе відповідальність, яка виходить за рамки звичайних сімейних обов'язків.

## Акторський склад
| Актор           | Роль                    |
| --------------- | ----------------------- |
| Білл Сейдж      | Френк Паркер            |
| Джулія Гарнер   | Роуз Паркер             |
| Ембер Чилдерс   | Іріс Паркер             |
| Ваятт Расселл   | Андерс заступник шерифа |
| Нік Дамічі      | Мікс шериф              |
| Келлі Макгілліс | Мардж                   |
| Майкл Паркс     | доктор Барроу           |
| Одея Раш        | Еліс Паркер             |
| Джек Гор        | Рорі Паркер             |
| Кессі Депаїва   | Емма Паркер             |

## Виробництво
Основні зйомки розпочалися 29 травня 2012 року і тривали до першого тижня липня. Режисер Джим Мікл спочатку не хотів знімати ремейк оригінального фільму, оскільки йому не подобаються американські римейки іноземних фільмів жахів. Мікл хотів кинути виклик самому собі, змінивши свій стиль і більше покладаючись на атмосферу та методичний темп.

## Випуск
Прем'єра фільму відбулася на кінофестивалі «Санденс» у 2013 році. Після обмеженого прокату в Нью-Йорку та Лос-Анджелесі 27 вересня 2013 року, фільм вийшов у національний прокат 4 жовтня 2013 року. На домашньому відео вийшов 7 січня 2014 року.